# ژرژ کانگیلم
ژرژ کانگیلِم (به فرانسوی: Georges Canguilhem) (تلفظ فرانسوی: kɑːŋɡɪˈlɛm) فیلسوف و پزشک فرانسوی و یکی از پیشگامان ساختارگرایی بود.

## زندگی و آثار
کانگیلم در ۴ ژوئن ۱۹۰۴ در کاستلنودار در جنوب غربی فرانسه به دنیا آمد. در ۱۹۲۴، همراه سارتر، پل نیزان و ریمون آرون، پس از شاگردی آلن، دوره لیسانس خود را در دانشسرای عالی نرمال گذراند. کانگیلم، پس از به پایان رساندن مطالعات خود در فلسفه، مدرکی در پزشکی گرفت تا بتواند در زمینه تاریخ و فلسفه علم به تدریس و تحقیق بپردازد. او، پس از تدریس در مدرسهٔ تولوز و در جریان جنگ جهانی دوم، به تدریس در دانشگاه استراسبورگ پرداخت، جایی که درس او دربارهٔ هنجارها و بهنجار، اساسِ رساله دکترای او در پزشکی قرار گرفت، که در ۱۹۴۳ از آن دفاع کرد. کانگیلم، پس از دورهٔ اشتغال در مقام بازرس کل آموزش ملی، در ۱۹۵۵ جانشین گاستون باشلار در کرسی فلسفه سوربن شد. در ۱۹۶۱، کانگیلم، در هیئت داورانی که میشل فوکو در برابر آن از رسالهٔ خود دربارهٔ تاریخ جنون دفاع کرد، اذعان داشت دست-پرورده‌اش در سخن گفتن از دیوانگی، استعدادِ یک شاعر را دارد.
کانگیلِم، با دفاع راسخ از فوکو در برابر حملات سارتر و هوادران او، صحنه را برای پیدایش تاریخی از علم آماده کرد که آشکارا از پیدایش هر گونه تکامل‌گرایی اجتناب ناپذیر یا هر گونه درک انباشتی از دانش به عنوان پیشرفت، فاصله می‌گرفت. او نسلی از متفکران را به اندیشهٔ تاریخ ساختاری علوم عادت داد، اندیشه‌ای که می‌کوشد ناپیوستگی تاریخ علم را همان قدر توضیح دهد که پیوستگی آن را کمتر کسی چون میشل فوکو، هوشمندانه از چشم‌انداز ساختارگرایانه‌ای که در اینجا مورد نظر ماست بر مختصات عمومی طرح کانگیلم انگشت گذاشته است. نامدارترین و مربوط‌ترین اثر او دربارهٔ شرح رویکردش به تاریخ علم پزشکی کتاب او به نام دربارهٔ بهنجار و بیمارگونه است، که نخست در ۱۹۴۳ منتشر شد و سپس در ۱۹۶۶ با اضافاتی تجدید چاپ شد این کتاب، ادای سهمی است در توضیح تفاوت بین مفاهیم بهنجار (نرمال) و بیمارگونه (پاتولوژیک) از طریق بررسی نحوهٔ پیدایش این مفاهیم در فیزیولوژی و بیولوژی در طول سده‌های نوزدهم و بیستم. در واقع، کانگیلم، که از تظاهر به دور و انسانی فروتن بود، بر رویکرد ساختاری به تاریخ، مارکسیسم و روانکاوی تأثیری گذاشت که درک عمومی را دربارهٔ این که چه کسانی در محافل روشنفکری و دانشگاهی نقش اصلی را بازی می‌کنند بسی پشت سر نهاد. در حقیقت، کانگیلم در ۱۹۵۶ آنگاه که، به سخنرانی‌ای در دانشکده فلسفه، دانیل لاگاش پدر روان‌شناسی بالینی زا به نقد کشید راه را برای لاکان هموار کرد.
کار اصلی کانگیلم در فلسفهٔ علم در دو کتاب ارائه شده است: یکی کتابِ امر نرمال و امر پاتولوژیک (The Normal and the Pathological)، که ابتدا در سال ۱۹۴۳ و سپس در سال ۱۹۶۸ منتشر گردید، و دیگری کتابِ شناخت حیات (Knowledge of Life). کتاب نخست کاوشی گسترده در ماهیت و معنای نرمال بودن در پزشکی و زیست‌شناسی، تولید و نهادینه سازی دانش پزشکی است. این اثر هنوز هم یک اثر مبنایی در انسان‌شناسی پزشکی و تاریخ ایده‌ها است، و تا حدی به لطف تأثیر کانگیلم بر میشل فوکو، تأثیرگذارتر شده است. کتاب دوم یک مطالعه گسترده در مورد ویژگی زیست‌شناسی به عنوان یک علم، اهمیت تاریخی و مفهومی حیات‌گرایی، و امکان درک موجودات است نه بر اساس مدل‌های مکانیکی و فنی که ارگانیسم را به یک ماشین تقلیل می‌دهد، بلکه بر اساس رابطهٔ ارگانیسم با محیطی که در آن زندگی می‌کند، بقای موفقیت‌آمیز آن در این محیط، و وضعیت آن به عنوان چیزی بیشتر از «مجموع اجزای آن». کانگیلم به شدت برای این مواضع استدلال کرد و از حیات گرایی قرن ۱۸ و ۱۹ (و سیاست آن) انتقاد کرد، او همچنین نسبت به تقلیل زیست‌شناسی به «علم فیزیکی» (physical science) هشدار داد. او معتقد بود که چنین تقلیلی زیست‌شناسی را از یک رشتهٔ مطالعاتی مناسب محروم می‌کند، و از نظر ایدئولوژیک موجودات زنده را به ساختارهای مکانیکی تبدیل می‌کند که در خدمت تعادل شیمیایی/فیزیکی هستند که نمی‌تواند ویژگی‌های ظریف موجودات یا پیچیدگی زندگی را توضیح دهد. او این نقدها را در کتاب بعدی، ایدئولوژی و عقلانیت در تاریخ علوم زیستی (Ideology and Rationality in the History of the Life Sciences) بیشتر کرد و تغییر داد. کار او از یک سو بر مفاهیم «امر نرمال» و «امر آسیب شناختی» و از سوی دیگر، تاریخ انتقادی شکل‌گیری مفاهیمی مانند «رفلکس» (reflex) در تاریخ علم متمرکز بود.
پس از سال‌ها غفلت از آثار او، امروزه تعداد زیادی از نوشته‌های وی به انگلیسی ترجمه شده است. در میان این آثار ترجمه شده می‌توان به امر نرمال و آسیب شناختی؛ شناخت زندگی؛ و همچنین دو مجموعه مقاله تحت عنوان A Vital Rationalist و Writings on Medicine اشاره کرد.
کانگیلم در ۱۱ سپتامبر ۱۹۹۵ در ۹۱ سالگی در گذشت.